# اخلاق محسنی
اخلاق محسنی کتابی از حسین واعظ کاشفی دربارهٔ اخلاق است. خواندمیر، مورخ هم‌عصر کاشفی، این اثر را در زمرهٔ هفت کتاب مشهور کاشفی در خلال حیاتش دانسته‌است. یان ریپکا آن را سومین اثر منثور در زمینهٔ اخلاق به فارسی بر می‌شمارد. اولی اخلاق ناصری از خواجه نصیرالدین طوسی و دومی اخلاق جلالی از جلال‌الدین محمد دوانی فیلسوف است که بسیار مغلق می‌باشد. دو کتاب قبلی توسط دو فیلسوف و متکلم نوشته شده‌اند ولی کاشفی ذوق فلسفی نداشت و اثرش از این لحاظ با آن دو متفاوت است. ذوق عمومی علما در دورهٔ تیموریان چندان با فلسفهٔ محض میانه نداشت و کاشفی نیز فرزند زمانهٔ خویش بود. شاید  به همین دلیل اخلاق محسنی در بین عامهٔ مردم رواج یافت و به قول ذبیح‌الله صفا به یکی از «کتاب‌های مشهور قرون اخیر در اخلاق» مبدل گشت.
کتاب مشتمل بر ۴۰ باب است و نگارش آن در سال ۹۰۰ قمری به پایان رسید. این تاریخ با ارقام ابجد در بیت زیر از کاشفی آمده‌است:
| اخلاق محسنی به تمامی نوشته شد |  | تاریخ هم نویس ز «اخلاق محسنی» |